# Ratzersdorfer See
Das Naherholungsgebiet Ratzersdorfer See ist ein Areal im St. Pöltner Stadtteil Ratzersdorf. Das zum St. Pöltner Seen-Erlebnis gehörige Gelände ist nur durch die Traisen von den Viehofner Seen getrennt. Der künstlich angelegte See entstand in den 1970er Jahren als Naherholungsgebiet.

## Geschichte
Der Ratzersdorfer See wurde 1973 zu bauen begonnen und war, mitsamt seiner Umgebung, von Anfang an als Naherholungszentrum geplant. Das gesamte Areal umfasste bei der Planung 25 ha, wovon 6 der See ausmachte. 1980 war der See fertig ausgebaggert und die Westseite des Sees ausgestaltet, in den folgenden Jahren folgte die Ostseite und der Campingplatz. Ursprünglich hätte auch ein Freibad mit Swimmingpools gebaut werden sollen, dies wurde jedoch nicht umgesetzt.

## Erholungsangebot
Im Sommer ist der See ein beliebter Badeort, er ist der einzige ausgewiesene Badesee in St. Pölten im nationalen Gewässerbewirtschaftungsplan. Er weist Badestege, rundum einen Geh- und Radweg auf, verfügt über einen abgetrennten FKK-Bereich, eine Umrandung mit Wald, verschiedene Sportmöglichkeiten wie Beachvolleyballplätze und Kioske. Die Benutzung erfolgt bei freiem Eintritt, nur das Abstellen von Autos kostet Parkgebühr – Stand Juli 2014.
Direkt am See befinden sich ein Campingplatz, ein Fitness Center und ein Freizeitcenter mit Bowling, Billard und einer Lasertron-Arena. Nördlich des Sees befindet sich der Naturlehrpfad Feldmühle.
Seit 2006 verläuft eine Rad- und Fußgängerbrücke zu den zwei westlich der Straße gelegenen Viehofner Seen – ehemalige Schotterseen, die einen Schwimmsteg und einen Aussichtsturm aufweisen und einen Naturschutzpreis erhielten.

## Bilder

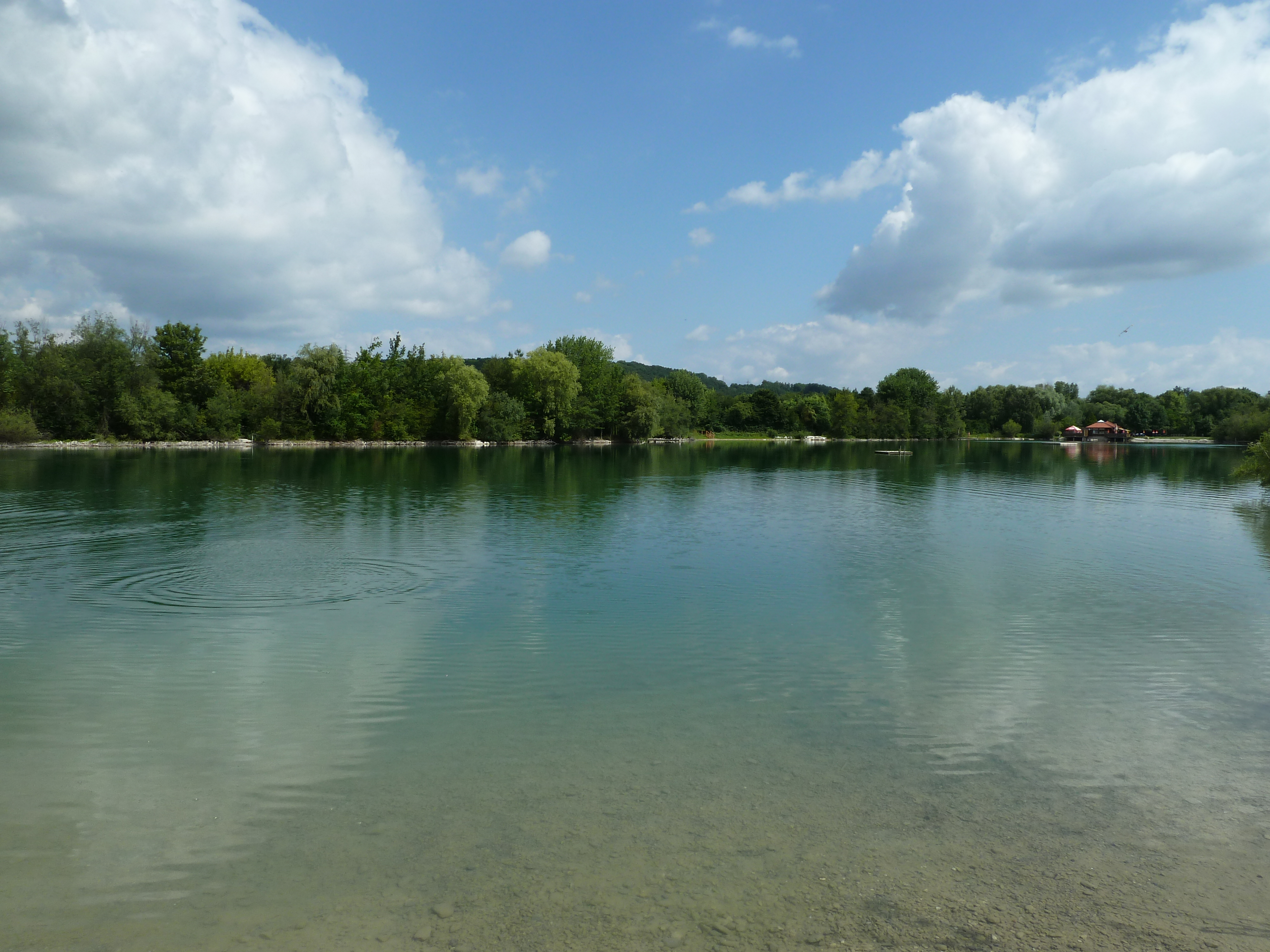
Ratzersdorfer See